# Morné Nagel
Morne Nagel, född den 23 mars 1978, är en sydafrikansk friidrottare som tävlar i kortdistanslöpning.
Nagel deltog vid VM i Edmonton 2001 där han blev utslagen i försöken på 100 meter. Tillsammans med Corne Du Plessis, Lee-Roy Newton och Matthew Quinn blev han världsmästare på 4 x 100 meter. Ursprungligen vann USA loppet men blev av med sina medaljer då det framkommit att Tim Montgomery varit dopad. 
Vid VM 2007 i Osaka blev han utslagen redan i försöken på 200 meter.

## Personliga rekord
- 100 meter - 10,13
- 200 meter - 20,11